# الخطامة
الخطامة أو (خطامة سدير) بلدة من القرى القديمة في سدير.

## تاريخ
ذكرها ياقوت الحموي، المتوفى سنة 626هـ، في كتابه معجم البلدان. روى عن الحفصي أنها من قرى اليمامة القديمة. ويعود تاريخها من القرن الأول الهجري حتى القرن الحادي عشر من الهجرة.

## إحياء قرية الخطامة
أحيت بعض الأسر المزارع وبنت البيوت في قرية الخطامة. ولا تزال بعض المزارع موجودة حتى الآن في منطقة الخطامة القديمة. أما قرية الخطامة الحديثة فهي مأهولة بالسكان الذين قد يتراوح عددهم ما بين 400 إلى 600 نسمة تقريبا.